# Stephanie Mawuli
Stephanie Mawuli (født 25. november 1998 i Toyohashi) er en japansk basketballspiller, som deltog i 3x3-turneringen ved OL 2020 (afholdt 2021) på hjemmebane i Tokyo. Japan blev nummer fem i turneringen.